# Nematonereis pectinifera
Nematonereis pectinifera är en ringmaskart som beskrevs av Jean Louis Armand de Quatrefages de Bréau 1866. Nematonereis pectinifera ingår i släktet Nematonereis och familjen Eunicidae. Inga underarter finns listade i Catalogue of Life.